# بوریس ترایکوفسکی
بوریس ترایکوفسکی (مقدونی: Борис Трајковски؛ ۲۵ ژوئن ۱۹۵۶ – ۲۶ فوریهٔ ۲۰۰۴) یک سیاست‌مدار اهل جمهوری مقدونیه بود. وی از نوامبر ۱۹۹۹ تا فوریه ۲۰۰۴ رئیس‌جمهور این کشور بود.